# Stylidium dispermum
Stylidium dispermum är en tvåhjärtbladig växtart som beskrevs av Ferdinand von Mueller. Stylidium dispermum ingår i släktet Stylidium och familjen Stylidiaceae. Inga underarter finns listade i Catalogue of Life.

## Bildgalleri

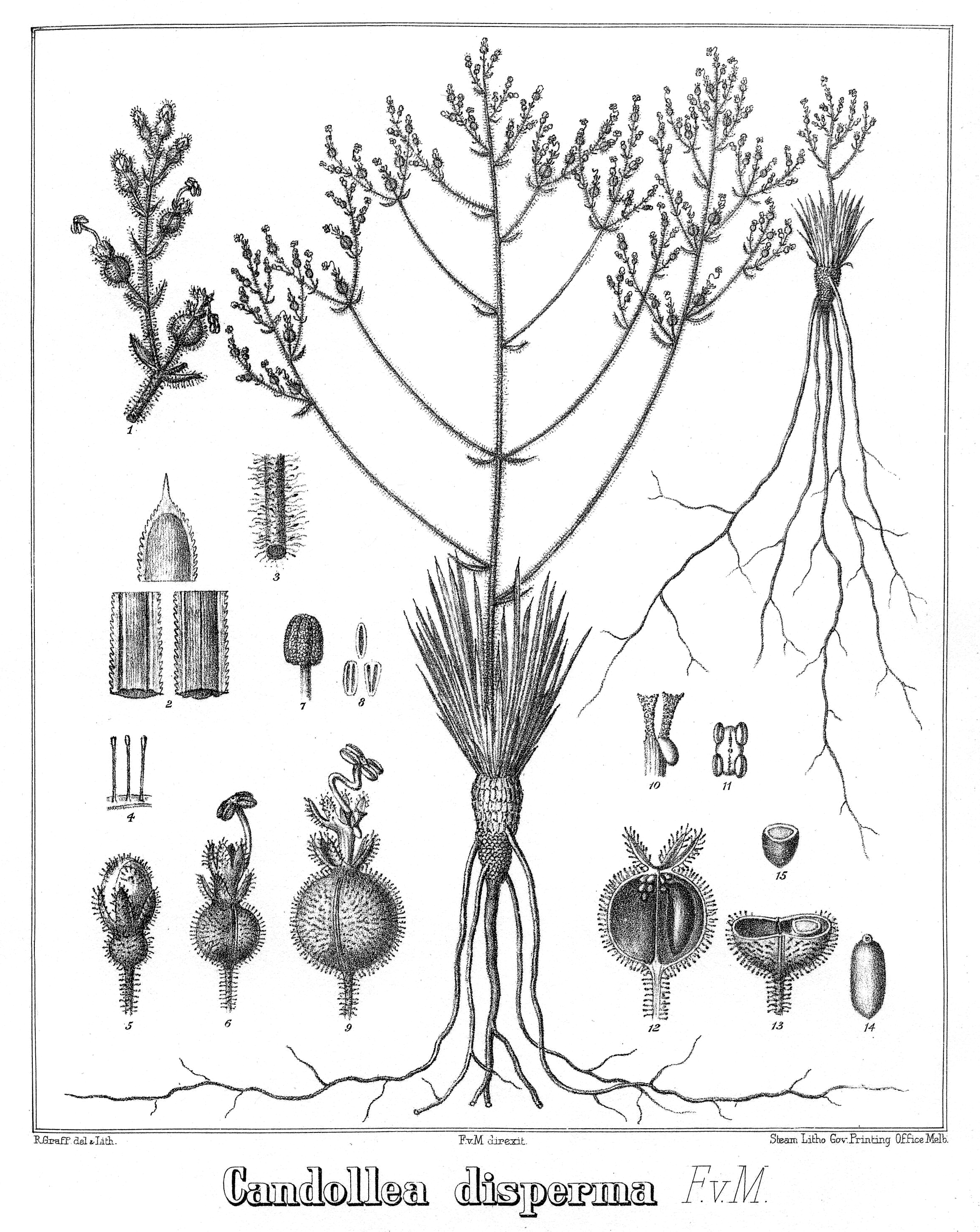